# Ганнес Колехмайнен
Га́ннес Ко́лехмайнен (фін. Juho Pietari "Hannes" Kolehmainen; 9 грудня 1889, Куопіо — 11 січня 1966, Гельсінкі) — фінський легкоатлет, 3-разовий чемпіон V Олімпіади в Стокгольмі (Швеція) 1912 р., чемпіон VII Олімпіади в Антверпені (Бельгія) 1920 р..

## Спортивна біографія
Колехмайнен починав свою спортивну кар'єру з лиж, якими займалися три його брати. За прикладом свого старшого брата почав займатися легкою атлетикою.
Спочатку Ганнес Колехмайнен спробував свої сили в марафонському бігу. Коли йому було 18 років, він вперше взяв участь у великих змаганнях у Виборзі. До фінішу марафонського забігу Ганнес прийшов третім, відставши від старшого брата.
Трохи пізніше, на інших змаганнях в Гельсінкі, Ганнес закінчив марафонську дистанцію вже другим, знову-таки пропустивши вперед іншого свого брата. У 20 років він брав участь у великих змаганнях в Петербурзі, але тепер уже на інших дистанціях. Тут Ганнес став переможцем у забігах на 1500 і 5000 метрів, завоювавши золоті медалі. З тих пір він вважався одним з найкращих стаєрів Європи.
Старший брат Ханнеса Тату Колехмайнен (1885–1967) також був бігуном і разом з братом брав участь в Олімпійських іграх 1912 і 1920 років, але не домігся особливих успіхів.

### Олімпійські ігри 1912
На V Олімпійських іграх 1912 року в Стокгольмі у фінальному забігу на 5000 метрів фаворитом вважався француз Жан Буен, який за добу до цього у попередньому забігу перевищив світовий рекорд. Та у фінальному забігу в драматичній боротьбі на останніх 20 метрах Колемайненену вдалося випередити француза на 0,1 секунди, поліпшивши при цьому світовий рекорд відразу на 30 секунд. Час переможця склав 14 хвилин 36,6 секунди.

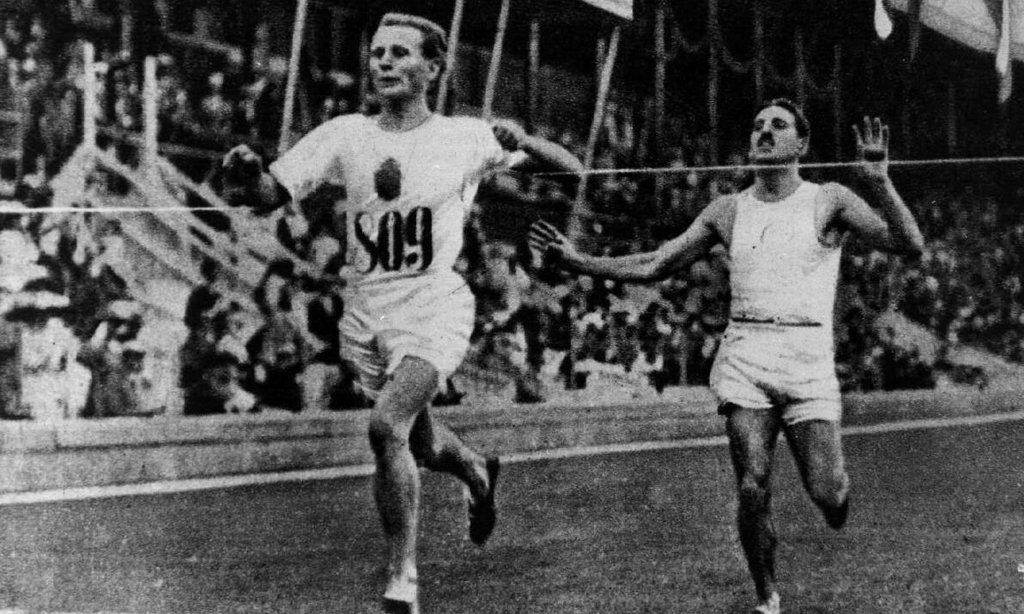
Стокгольм, 1912 — Колехмайнен випереджає Буена на фініші

В Стокгольмі фінський легкоатлет завоював ще дві золоті олімпійські медалі і одну срібну. Він виграв забіг на 10 000 метрів, встановивши олімпійський рекорд, і був першим у кросі на 12 000 метрів. У кросі, окрім золотої медалі за перемогу в особистій першості, він отримав і срібну медаль у командному заліку.

### 1912–1920
У тому ж 1912 році Колехмайнен встановив новий світовий рекорд у забігу на 3000 метрів. Наступного року — світовий рекорд у забігу на 20 кілометрів.

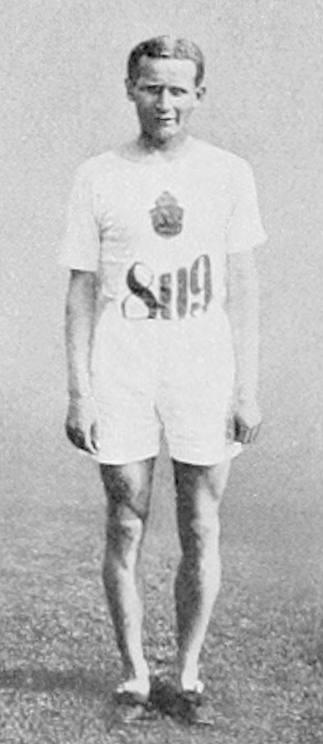
Ганнес Колехмайнен на Олімпійських іграх у Стокгольмі

Перша світова війна перервала серію перемог фінського спортсмена, а його французький суперник Жан Буен загинув у 1914 році. Колехмайнен переїхав до Сполучених Штатів Америки, де працював і підтримував спортивну форму. Після війни стаєр повернувся на батьківщину, до Фінляндії.

### Олімпійські ігри 1920
Коли розпочалися VII Олімпійські Ігри в Антверпені, Колехмайнену вже виповнився 31 рік. Та все одно він завоював ще одну золоту олімпійську медаль, вже четверту за рахунком, перемігши у марафонському забігу. На стаєрських дистанціях у цей час вже зійшла зірка іншого великого фінського бігуна — Пааво Нурмі, для якого Колехмайнен, за власним зізнанням Нурмі, завжди був прикладом.

### 1920–1924
Після Олімпійських ігор в тому ж 1920 році він встановив світовий рекорд в бігу на 25 кілометрів, а два роки по тому поліпшив його майже на хвилину. Ще один світовий рекорд в 1922 році Колехмайнен встановив в бігу на 30 кілометрів.

### Олімпійські ігри 1924
У 1924 році Колехмайнен приїхав і на ігри VIII Олімпіади, які проходили в Парижі, щоб взяти участь в марафонському забігу. Але тут йому не пощастило: він пошкодив ногу і зійшов з дистанції. Олімпійським чемпіоном у марафоні став тоді його вихованець Альбін Стенроос.

## Досягнення

### Олімпійські ігри
Ханнес Колехмайнен завоював п'ять олімпійських медалей з легкої атлетики — чотири золотих і одну срібну.

### Рекорди
Ханнес Колехмайнену належали такі світові рекорди:
- 3 000 м — 8.48,5 (1911)
- 3 000 м — 8.36,8 (1912)
- 5 000 м — 14.36,6 (1912)
- 25 000 м — 1:26.29,6 (1920)
- 25 000 м — 1:25.20,0 (1922)
- 30 000 м — 1:47.13,4 (1922)
- Марафонський біг — 2:32.35,8 (1920)

## Після 1924
Коли Ханнес Колехмайнен закінчував спортивну кар'єру, він знайшов гідного наступника в особі Пааво Нурмі. Разом з ним він запалював олімпійський вогонь на Літніх Олімпійських іграх 1952 року в Гельсінкі.
Завершивши виступи, Колехмайнен присвятив себе тренерській роботі.

## Визнання
У 1947 Ганнес Колехмайнен отримав Почесний знак фінської культури і спорту.
В пам'ять його перемог в Куопіо, рідному місті великого стайєра, поставили бронзовий пам'ятник чотириразовому олімпійському чемпіонові та назвали на його честь вулицю.